# Snippa
Snippa är ett vardagligt namn för kvinnors könsorgan eller underliv, i synnerhet flickors. Det lanserades 2002 som en motsvarighet till pojkars snopp. 

## Historik
Det finns spår av ordet tillbaka till 1930-talet då det användes för att beskriva djurs vagina. Senare har ordet också använts för att "kila förbi", "tränga ihop" eller en "liten åker". Ordet har även flera äldre betydelser.
Ordet lanserades i sin nuvarande form 2002 på Malmö förskolor, genom en kampanj med stöd av RFSU. Socialpedagogen Anna Kosztovic, som också var ordförande i Malmös RFSU-avdelning, var initiativtagare och hade själv funderat över ett vardagligt ord för flickors könsorgan när hon 1997 väntade barn. De befintliga orden var antingen alltför sexualiserade eller för kliniska tyckte hon och därför söktes ett ord som avdramatiserade och beskrev hela könsorganet på ett sätt som även yngre barn och deras föräldrar kunde använda. Efter att ha frågat runt i bekantskapskretsen berättade en väninna att hon använde ordet snippa, vilket även hennes mor, en sjuksköterska i norra Skåne, använt. Under kampanjen besökte Kosztovic ett femtiotal förskolor. Ordet blev delvis ifrågasatt, där kritikerna menade att det redan fanns många ord som motsvarade ordet snippa, men lanseringen blev framgångsrik.
Även innan 2002 fanns försök att lansera vardagliga ord för kvinnors könsorgan, av liknande skäl. RFSU försökte med snäppa 1992 och även murra, men inget av de förslagen fick samma fäste.
Snippa återfanns i Språkrådets nyordslista 2002 på grund av "ökad användning" för "kvinnligt könsorgan, i synnerhet flickors". Språkrådet noterade också att det kallats en "flopp" att ordet inte funnits med i Norstedts senaste ordbok och att bolagets redaktör lovat att "misstaget ska rättas till vid nästa tryckning".
Riksförbundet för sexuell upplysnings (RFSU) årskongress 2003 beslutade att organisationen ska "[föreslå] personal inom förskolan att börja använda ordet snippa". Två år senare gjorde tidningen Språkvård en undersökning som visade att snippa var starkt dominerande som ord på flickans könsorgan på svenska förskolor.
År 2005 meddelas att ordet införs i Svenska akademins ordlista och 2006 fanns ordet med i den tryckta upplagan. Ordet definierades som "kvinnans könsorgan". Svenska Akademin menade att ordet egentligen inte var tillräckligt känt, men att det ändå inkluderades – som ett "undantag" – eftersom det var flitigt förekommande i den offentliga debatten. Tio år efter att ordet infördes i SAOL, 2015, gjorde Sveriges Televisions (SVT) barnprogram Bacillakuten en barnvisa, Snoppen och snippan, som snabbt fick stor uppmärksamhet nationellt och internationellt.
År 2021 publicerade Svenska akademin i sin digitala upplaga av Svensk ordbok en definition av snippa där ordet endast avsåg kvinnans yttre könsorgan. Tolkningen var en avvikelse från definitionen i Svenska akademins ordlista och Nationalencyklopedin.

## Hovrättsdom 2023
| Svensk ordbok, 2021                                                                                          |
| --- |
| snippa snippan snippor ORDKLASS:substantiv • <vardagligt> det yttre kvinnliga könsorganet JFR slida 2, snopp |

År 2022 friades en manlig förövare i Hovrätten för Västra Sverige som i tingsrätten dömts för grov våldtäkt mot barn efter att ha stuckit in sina fingrar i en tioårig flickas könsorgan. I domskälen menade hovrätten att det var fastställt att mannen rört vid flickans kön, men inte exakt hur, för att det var otydligt vad flickan menade med "inuti snippan". I domskälen skrev hovrätten att:
"I avsaknad av besked om målsägandens uppfattning om innebörden av ordet snippa får man falla tillbaka på den betydelse ordet får anses ha i allmänt språkbruk, där det är ett vardagligt uttryck för kvinnans yttre könsorgan (se Svensk ordbok, 2021)”
Hovrätten friade eftersom de menade att det inte fanns bevis på en fullbordad penetrering: delvis eftersom snippa enligt ordboken avser de yttre könsorganen och delvis eftersom åklagaren inte lyckats precisera vad som åsyftats. Förövaren var i hovrätten endast åtalad för grov våldtäkt eftersom åklagaren valt att återkalla andrahandsyrkandet om sexuellt ofredande. Trots att hovrätten trodde på flickan och att hon utsatts för sexuellt övergrepp, friades förövaren eftersom åtalet endast gällde grov våldtäkt mot barn. En av de fem hovrättsdomarna, en kvinna, var skiljaktig och ville fälla den åtalade. 
Hovrättens beslut ledde till starka reaktioner hos allmänheten och hashtaggen #jagvetvadensnippaär skapades.  
Svensk ordbok meddelade att de ska se över definitionen, men menade samtidigt att en ordboksdefinition inte bör vara utslagsgivande i en domstol.
I efterhand har en av hovrättens rådmän hävdat att domskälets hänvisning till ordboken var "ett exempel på att det går att förstå ordet på olika sätt".
Riksåklagaren beslutade att begära prövning i Högsta domstolen på grund av rättegångsfel. Högsta domstolen har beviljat prövningstillstånd.